# Асуристан
Асуристан (средњоперсијски: 𐭠𐭮𐭥𐭥𐭮𐭲𐭭 Асористан, Асуристан) било је име сасанидске провинције Асирија и Вавилонија од 226 до 637.

## Име
Партско име Асуристан (𐭀𐭎𐭅𐭓𐭎𐭕𐭍; такође се пише Асористан, Асуристан, Асурестан, Ассуристан) познато је из натписа Шапура I на споменику по имену Каба-је Зартошт и из натписа Нарзес у Паикули. Придев асориг у средњеазијском језику значи „асирски“. Регион је такође познат по неколико других имена: Асирија, Атура Бет Арамаје (класични сиријски: ܒܝܬ ܐܪܡܝܐ), Бабел / Бабил и Ерекх / Ерак. После средине 6. века на персијском језику звани су и Хварваран.
Назив Асуристан је сложеница од речи Асур („Асирија“) и иранског суфикса -истан („земља од“). Назив Асир, у облику Асуристан, промењен је да би обухватио древну Вавилонију од стране Парћана, а то се наставило и под Сасанидима. Историјска земља Асирија (Атура), је  међутим, лежала  северно од Вавилонског Асуристана, у независној пограничној провинцији Осроена.

## Историја
За време Ахеменида (550–330. п. н. е.) и Партског царстава (150. п. н. е. - 225. п. н. е.), овај регион је био познат под староперсијским именом Атура.У  Асуристану, на средњеперсијском "земља Асирије", била је главна престоница Сасанидског царства и звала се Дил-и Ераншахр, што значи "срце Ирана". Град Ктесифон служио је као главни град Партског и Сасанидског царства и био је једно време највећи град на свету. Главни језик којим је асирски народ говорио био је источни арамејски језик, а локални сиријски језик постао је важно средство за сиријско хришћанство. Црква Истока основана је у Асуристану. Асуристан је по простору који је заузимао у великој мери одговарао древној Месопотамији. Северна граница је помало неизвесна, али вероватно је ишла линијом од Анте до Такрита. Хира је вероватно била најјужнија тачка, граница је тада пратила северни део мочвара Васит.

Парћани су повремено вршили само формалну власт, дозвољавајући да бројна асирска краљевства која говоре сиријским језиком цветају у Горњој Месопотамији, независној Осроени, као и окрузима Адиабене и делимично асирској држави Хатри. Сасанидско царство је освојило  Асирију и Месопотамију од Парћана током 220-их, а 260 их је укинуло ове градове-државе, с тим да је 3000-годишњи град  Асур срушен 256. Чини се да су неке области остале делимично аутономне већ током другог дела четвртог века, а асирски краљ по имену Синхариб је 370-их година владао делом Асирије.
Између 633-8. године, ову област су напали Арапи током муслиманског освајања Персије; она је заједно са Мешаном постала провинција ел-ʿИрак. Асуристан је настао 639. године, чиме је окончано постојање Асирије од преко 3000 година као геополитичког ентитета. Век касније, ово подручје је постало провинција у којој се налазио главни град Абасидског калифата и средиште исламског златног доба током пет стотина година, од 8. до 13. века.
Након освајања муслимана, Асуристан је доживео постепени, али велики прилив муслиманских народа; на почетку Арапа, али касније и ирански и туркијских народа.
Асирски народи наставили су да издржавају, одбацујући арабизацију и исламизацију и наставили су да формирају већинско становништво севера све до 14. века, све док верско мотивисани тимуридски масакри нису драстично смањили њихов број и довели до тога да град Асур коначно буде напуштен. Након овог периода, Асирци су постали етничка, језичка и верска мањина у својој домовини што су и данас.

## Становништво
Становништво Асуристана било је мешовито, север је био састављен већином од аутохтоних Асирца, док су етнички и језички идентични Вавилонци живели на југу, Арамејци и Набатејци су живели у крајњим југозападним пустињама, а Персијци, Јермени, Јевреји и Мандејци живели су широм Месопотамија. Грчки елемент у јужним градовима, још увек је био јак у партском периоду, али су били абсорбовани од Семита у време Сасанида. Већину становништва сачињавао је асирски народ, који је говорио источноарамејским дијалектима. Као житница Сасанидског царства, већина становништва се бавила пољопривредом или радила као војници и трговци. Персијанци су живели у разним деловима провинције; персијски војници из гарнизона живели су дуж спољне границе јужног и западног Асуристана, персијске племићке породице живеле су у већим градовима, док су неки персијски сељаци живели у селима у јужном делу. Они су играли веома активну улогу у провинцији и пронашли  су се у административној класи друштва, као војни службеници, државни службеници и феудалци.

## Језик
Најмање три дијалекта Источног Арамејког била су у говорној и литургијској употреби: сиријски углавном на северу и међу асирским хришћанима (изрази сиријски и сиријански који су првобитно били индоевропски деривати асирских), мандајски на северу, а затим на југу и међу Мандајцима , и дијалектом у централном региону, од којих је јудејска подврста позната као јеврејски вавилонски арамејки. Поред тога, домаће становништво говорило је колоквијалним дијалектима акадског језика и утицало на месопотамијски источно арамејски, који потиче од царског арамејког који је Тиглат-Пилесер III увео као лингва франка Асирије и Новосиријског царства у 8. веку пре нове ере. Ови дијалекти опстају до данашњих дана међу савременим Асирцима, а процене се крећу од 577.000 до 1.000.000 течних говорника, а далеко мањи број Мандаискоих говорника још увек постоји.
Поред  литургијских списа ових религија које и данас постоје, археолошки примери сва три од тих дијалеката могу се наћи у збиркама хиљада арамејских пехара за верске обреде - керамичких артефаката датираних у ово доба - откривених у Ираку. Док је јеврејско арамејско писмо задржало изворни облик „квадрата“ или „блока“ арамејске абецеде која се користила у арамејском царском језику (азурски абецеда), сиријска абецеда и мандајска абецеда су се развиле када су почели да се појављују курзивни стилови арамејског језика. Само мандајско писмо развило се из партског канцеларијског писма.

## Религија
Вјерска демографија Месопотамије била је веома разнолика током касне антике. Од 1. и 2. века сиријско хришћанство је постало основна религија, док су друге групе практиковале мандаеизам, јудаизам, манихеизам, Зороастријанизам и древну асирио-вавилонску месопотамијску религију. Асирски хришћани су вероватно била најбројнија група у провинцији.

### Месопотамијска религија
Стара месопотамска религија староседелачких Асирца и Вавилонаца остала је снажна на неким местима, посебно на северу, у самој Асирији. Храмови су још увек били посвећени божанствима као што су Ашур, Шамаш, Иштар, Син, Хадад и Нинурта у Асуру, Арбели, Едеси, Амиду, Нохадри и Харану, између осталих места, током III и IV века нове ере, а трагови ће преживети до 10. века у удаљеним деловима Асирије.

### Хришћанство
Асуристан, посебно Асирија, били су средишта Цркве Истока (која се данас дели на асирску цркву на истоку, древну цркву истока и Халдејску католичку цркву), која се у једном тренутку проширила далеко изван граница које је некада заузимало Сасанидско царство и била је најраспрострањенија хришћанска црква на свету, која се протезала добрим делом у централној Азији, Кини, Монголији , Тибету и Индији. Као своје осниваче сматрали су апостола Тому (Мар Тома) и светог Тадеја(Мар Адаи), а за своје су свете списе и литургију користио изразито сиријску верзију источног Арамејког. Света Курбана Адаи и Мари једна је од најстаријих евхаристијских молитви у хришћанству, сачињене око 200. године нове ере. Црква Истока је консолидована 410. године на сабору у Селеукија-Ктесифону, одржаном у главном граду Сасанидског царства, Селеукија-Ктесифону, који је остао седиште патријаршије Цркве Истока више од 600 година.

### Мандаеизам
Мандајска религија, чији су следбеници према традицији изворни следбеници Јована Крститеља и за коју се сматра да је једина преживела гностичка група на свету, такође је настала у овом региону у ово време (или нешто раније током партског периода ). Њихов језик и писмо били су мандајски облик арамејског језика. Два њихова средишња дела, оба написана у 2. и 3. веку, су Гинза Раба и Мандајска књига Јована (чувајући изворне традиције о Јовану Крститељу). Мандејско становништво данас броји не више од 50.000 до 75.000.

### Манихејство
Религија манијахеизма, коју је основао Мани (216–276), потиче из Асурестана у III веку и проширила се на огромном географском подручју. Манихаизам је у неким случајевима чак и надмашио Цркву  Истока, јер је једно време био раширен и у Римском царству. Иако ниједно од шест оригиналних сиријских светих списа Манихејаца није преживело у целости, Теодор Бар Конаи (аутор Цркве Истока из Бет Гармаиа) у својој књизи сачувао је дугачки сиријски део једног њиховог теккста који детаљно описује кључна веровања о којима је Кетба Десколион писао око 792. Попут Цркве Истока, традиционално средиште манихејске цркве било је у Селеукија-Ктесифону. Мани је посветио своје једино дело на средњеперсијском,под називом Шабураган, цару Шапуру I.

### Јудаизам
Вавилонија је остала средиште јудаизма у свету. Главна књига која дефинише рабински јудаизам, вавилонски Талмуд, написана је на јеврејском вавилонском арамејском језику у Асурестану између 3. и 5. века. Све вавилонске Талмудске академије основане су у релативнј близини Селеукија-Ктесифона. Прву Талмудску академију основао је Рав (175–247) у граду Сура око 220. године. Један од најутицајнијих талмудских учитеља, Рава (270–350), на кога су утицали и манихејска полемика и Зороастријанска теологија, студирао је на другој Талмудској академији у Пумбедити.

### Зороастризам
Сасанидска државна религија, Зороастризам, била је у великој мери ограничена на иранску административну класу и није се сводила на асирско становништво.